# Jacek Dobrowolski (poeta)
Jacek Dobrowolski (ur. 9 maja 1948 w Warszawie) – polski poeta, tłumacz, eseista, krytyk teatralny. W 2005 r. otrzymał brązowy medal ministra kultury i dziedzictwa narodowego „Gloria Artis”.
Absolwent VI Liceum Ogólnokształcącego im. Tadeusza Reytana w Warszawie (1966) i Instytutu Anglistyki Uniwersytetu Warszawskiego. Jeden z założycieli pierwszej wspólnoty buddyjskiej w Polsce. Tłumacz literatury buddyjskiej, w tym pionierskich książek o zen w latach 70. i 80.

## Działalność
- Publikował m.in. w „Kulturze” (u Stanisława Grochowiaka), „Współczesności”, „Teatrze”, „Res Publice Nowej”, „Odrze”, „Kontekstach”, „Rzeczpospolitej”, „Gazecie Wyborczej”, „The Journalist’s Handbook”, „The Irish Times”, „The European Quarterly”[6].
- Napisał scenariusz filmu Zaćmienie Piątego Słońca (TVP, 1991)[6].
- Od 1975 roku był tłumaczem mistrzów zen oraz artystów teatru, m.in. Eugenia Barby, Piny Bausch, Petera Brooka, Ariela Dorfmana, Christophera Hamptona, Ellen Stewart, Roberta Wilsona[6].
- Współpracownik BBC od 1989 roku[6].

## Publikacje książkowe

### Poezja
- Raróg (1991)
–  o przeistoczeniu się w boskiego sokoła, OCLC 1199635285[7]
- Partytury (1997)
– wiersze różne (sonety miłosne, pieśni etc.), ISBN 83-7057-046-1[7]
- Dziewanna (2006)
 – dramat misteryjny  (komedia romantyczna),  ISBN 83-89782-27-8[8]

### Tłumaczenia
- Philip Kapleau, Trzy filary zen. Wydawnictwo Pusty Obłok, Warszawa 1990. Tytuł oryginału: The Three Pillars of Zen. Przekład: Jacek Dobrowolski. ISBN 83-85041-02-8
- Shunryū Suzuki, Umysł zen, umysł początkującego. Wydawnictwo Atext, Gdynia 1991. Tytuł oryginału: Zen Mind, Beginner’s Mind. Przekład Jacek Dobrowolski i Adam Sobota. ISBN 83-00-03426-9 (wyd. 2, 2010, ISBN 978-83-930284-6-7)
- Philip Kapleau, Zen: Świt na Zachodzie. ZBZ „Bodhidharma”, Warszawa 1992. Tytuł oryginału: Zen: Dawn in the West. Przekład: Jacek Dobrowolski. OCLC 751418185
- Toni Packer, Wolność od autorytetu. Wydawnictwo Sic!, Warszawa 1994. Tytuł oryginału: The Work of This Moment. Przekład: Jacek Dobrowolski. ISBN 978-83-86056-07-1
- Dōgen, Kōshō Uchiyama, Jak przyrządzać swoje życie: zalecenia dla kucharza w klasztorze zen, Wydawnictwo Elay, Jaworze 2012. Tytuł angielski: How to Cook Your Life: From the Zen Kitchen to Enlightenment; tytuł japoński: Tenzo kyōkun. Przekład Jacek Dobrowolski. ISBN 978-83-62620-01-2